# Cat-O-Lodge
A Cat-O-Lodge az első és legnagyobb, magyar, macskapanziókat és macskanapköziket működtető lánc. A cégcsoportnak 4 telephelye van, amelyek Budapesten, Szigetszentmiklóson, Szentendrén és Debrecenben működnek. A Cat-O-Lodge-ot 2020-ban alapította Béres Eszter, a cégcsoportnak mára már 15-20 alkalmazottja van és–üzemeltető cégein keresztül–évente több tízmillió forintos forgalmat bonyolít.
A Cat-O-Lodge különlegessége, hogy az Amerikai Egyesült Államokban elterjedt, professzionális macskapanzió koncepciót Magyarországon is meghonosította – ennek lényege, hogy a panziókat szakszerűen erre képzett munkatársak működtetik korszerű, hűtött-fűtött beltéri, illetve biztonságos kerti környezetben. A cég Magyarország legnagyobb alapterületű macskapanzióját Szigetszentmiklóson működteti, ahol a nagy közösségi tereken kívül a vendégeknek privát lakosztályok is állnak rendelkezésre.